# جوناثان بروكينز
جوناثان كوين بروكينز (بالإنجليزية: Jonathan Quinn Brookins؛ مواليد 13 أغسطس 1985) هو مقاتل فنون القتال المختلطة أمريكي.

## وصلات خارجية
- جوناثان بروكينز على موقع بيلاتور (الإنجليزية)
- جوناثان بروكينز على موقع شيردوغ (الإنجليزية)
- جوناثان بروكينز على موقع IMDb (الإنجليزية)
- جوناثان بروكينز على موقع قاعدة بيانات الفيلم (الإنجليزية)